# 로렌 허튼
메리 로런스 "로런" 허턴(영어: Mary Laurence "Lauren" Hutton, 1943년 11월 17일 ~ )은 미국의 모델이자 배우이다.

## 경력
미국 남부 지방에서 성장해 성인이 된 후 모델로 활동하기 위해 뉴욕으로 왔다. 하지만 앞니 간극(diastema)으로 인해 모델 에이전트로부터 거절 당하기 일쑤였다.
코와 치아를 고친다는 조건으로 포드 모델링 에이전시(현 포드 모델스)에서 받아주었으나 성형하는 대신에 일이 들어올 때마다 임시로 왁스를 붙여 이 사이를 메우고 촬영에 임했다. 후엔 치아틈이 오히려 고유한 개성으로 여겨지게 되었고 1973년 화장품 브랜드 레블론과 당대 기준 모델 산업 사상 최고 금액으로 모델 계약을 맺었다.
1968년 영화 《라이온의 영웅》을 통해 배우로도 데뷔를 했다.

## 출연 작품

### 영화
- 겜블러 (1974)
- 최후의 징벌 (1976)
- 어 웨딩 (1978)
- 아메리칸 지골로 (1980)
- 에너미라인 (1984)
- 나이스 보이스 (1985)
- 아빠는 나의 영웅 (1994)
- 스튜디오 54 (1998)
- 수상한 가족 (2009)
- 아이 필 프리티 (2018) - 릴리 역

### 텔레비전
- 닙턱 (2007)